# الحرب الإنجليزية الهولندية الثانية
الحرب الإنجليزية الهولندية الثانية وهي حرب كان طرفا الصراع الرئيسي فيها إنجلترا وجمهورية هولندا من 4 مارس 1665 إلى 31 يوليو 1667، وهي جُزءٌ من سلسلة الحروب الإنجليزية الهولندية التي كانت تهدف للسيطرة على البحار. بدأت الحرب عندما كانت إنجلترا تعيق سفن النقل التجارية الهولندية إندلعت على إثرها حرب بحرية بين البلدين انتهت بانتصار هولندا التي حظيت بمساعدة الدنمارك-النرويج ومملكة فرنسا بينما حظيت إنجلترا بمساعدة إمارة بسفوريك المونسترية والتي كانت تابعة للإمبراطورية الرومانية المقدسة.

## خلفية تاريخية

### العلاقات الإنجليزية الهولندية
بشكل تقليدي، اعتبر العديد من المؤرخين أن الحروب الإنجليزية الهولندية الأولى والثانية نشأت من المنافسة التجارية والبحرية بين إنجلترا وهولندا، على الرغم من الاعتراف بأن المنافسة التجارية لم تكن سبب اندلاع الحرب الإنجليزية الهولندية الثالثة. ومع ذلك، تشير الأبحاث الأكثر حداثة إلى أن القضايا السياسية، خاصةً في إنجلترا، كان لها تأثير كبير على اندلاع هذه الصراعات. على الرغم أن التوترات التجارية المستمرة شكلت خلفية الحرب الثانية، إلا أن مجموعة من السياسيين الإنجليز الطموحين وضباط البحرية أحبطت الجهود الدبلوماسية للوصول إلى أي تسوية بين الطرفين. أعاقت الاختلافات الدينية والسياسية بين الملكيين الأنجليكيين في إنجلترا والجمهوريين الكالفينيين الذين شكلوا المجموعة الحاكمة في هولندا -اللذين رأى كل منهما الآخر على أنه تهديد أيديولوجي- أي اتفاق.
كانت نتيجة المعركة الرئيسية الأخيرة من الحرب الإنجليزية الهولندية الأولى انتصارًا إنجليزيًا في معركة شيفينينغن في أغسطس 1653. بكل الأحوال، اتجه الهولنديون بعد ذلك إلى استخدام السفن الحربية الأصغر والقرصنة التفويضية، وبحلول نوفمبر كان أوليفر كرومويل على استعداد لإبرام السلام في حين كان الهولنديون يستولون على العديد من السفن التجارية الإنجليزية. كان شرطه الوحيد أنه لا ينبغي لأمير أوراني أو أي عضو آخر من عائلة أوراني أن يشغل منصب ستاتهاودر (أمين المدينة) أو أي منصب عام آخر في هولندا. حين أُذيع هذا الطلب على العلن، عارضته عائلة أورواني بشدة، لذلك فقد أُسقط من المفاوضات الرسمية. أدرك دي ويت أنه لن يقنع معظم المقاطعات بقبول استبعاد أعضاء عائلة أوراني من المناصب العامة باعتبارها جزءًا من معاهدة سلام، لذلك لم تذكر الشروط العامة لمعاهدة وستمنستر ذلك. برغم ذلك، اتفق العضوان من فريق التفاوض من هولندا، وهما غير معروفين لزملائهما، على توفير ملحق سري، على الرغم من أن هولندا وقعت على المعاهدة دون تأخير، فإن إنجلترا لم تفعل ذلك إلا بعد مرور ولايتي هولندا بقانون العزل، مع استثناء عائلة أوراني من شغل منصب عام في إقليم هولندا.

### إنكلترا

#### التجارة
مما زاد الطين بلة بالنسبة لإنجلترا، أن انتهاء الحرب الإنجليزية الهولندية الأولى تلاه على الفور اندلاع الحرب الإنجليزية الإسبانية 1654–1660، التي عطلت ما بقي من التجارة بين الكومنولث وإسبانيا وجنوب إيطاليا. تُرك الهولنديون ليطلقوا العنان لتوسيع نفوذهم في المنطقة: كانت هذه الفترة واحدة من ذروات العصر الذهبي الهولندي، ومن المفارقات الساخرة أن التدخل الإنجليزي كان مسؤولًا جزئيًا عن ذلك. 
كانت إحدى المشاكل الرئيسية في نظام التجارة الإنجليزي هي أنه كان قائمًا على المحظورات، مثل قوانين الملاحة، والرسوم التعريفية والجمركية، وتنظيم التصنيع. كانت كل هذه الإجراءات، حتى الرسوم التعريفية التي صُممت في الأصل لزيادة الإيرادات، موجهة لحماية التجارة الإنجليزية. على الرغم أن النظام الهولندي قيل إنه يعتمد على التجارة الحرة، فإن هذا ينطبق على أوروبا فقط، لا على المستوطنات التجارية الهولندية في أي مكان آخر. كانت أسعار السلع الهولندية أكثر جاذبية في جميع أنحاء العالم لأن نظام الضرائب الهولندي فرض ضرائب إنتاج على المستهلكين، بدلًا من الرسوم الجمركية على المستخدمين الأجانب لصادراتها. لم تغير نهاية الحرب الإنجليزية الهولندية هذه الديناميكية. وبالفعل، فإن نهاية الحرب قد أطلقت المقاطعات المتحدة نحو توسيع تجارتها بينما كان الإنجليز لا يزالون يعانون من نفس النظام التعريفي. وبهذه الطريقة، رأى الكثير من الناس أن اندلاع حرب أخرى هو أمر حتمي في ذلك الوقت، إذ لم يكن من المرجح أن يتخلى الكومنولث عن تفوقه البحري والاقتصادي دون قتال.

#### الاسترداد
صنع استرداد تشارلز الثاني للممالك الإنجليزية، في عام 1660، في البداية موجة عامة من التفاؤل في إنجلترا. أمل الكثيرون بأن يقلب تشارلز الثاني الطاولة على الهيمنة الهولندية في التجارة العالمية. في البداية، سعى تشارلز الثاني للبقاء في علاقة ودية مع الجمهورية الهولندية، إذ كان شخصيًا مدينًا بشكل كبير لعائلة أوراني، الذين أقرضوا مبالغ كبيرة لتشارلز الأول خلال الحرب الأهلية الإنجليزية. ومع ذلك، سرعان ما نشأ صراع بين ولايتي هولندا وماري حول التعليم والآفاق المستقبلية لويليام الثالث ملك إنجلترا وأحد أمراء أوراني، وهو ابن الستاتهاودر الهولندي ويليام الثاني أمير أوراني وابن أخ تشارلز. اختير ويليام ليكون «ابن الدولة» في عام 1660، ما يعني أنه سيُدرب على تنصيبه المناصب العليا من قِبل الولايات العامة. عندما توفيت ماري في عام 1661، جعلت تشارلز وصيًا على ويليام، ما سمح لإنجلترا بالحصول على وسيلة تأثير في السياسة الهولندية.